# Picenos
Los picenos fueron un pueblo itálico de lengua osco-umbra, históricamente ubicado en el milenio I a. C., en el territorio comprendido entre los ríos Foglia y Aterno a lo largo de una franja delimitada al oeste por los Apeninos y al este por las costas adriáticas, en la Italia central. El territorio piceno comprendía casi todo lo que actualmente son Las Marcas y la parte septentrional de Abruzos (territorio que comprende aproximadamente la actual provincia de Teramo y parte de la provincia de Pescara).
Sufrieron en el siglo IV a. C. la invasión de los galos senones, que ocuparon la porción más septentrional (Ager Gallicus) de su territorio. Los picenos entraron más tarde en la órbita de la República romana y fueron inducidos por la evidente supremacía del ejército romano a unirse en una alianza con Roma, aceptando una condición de clara subordinación. Conservaron cierto grado de autonomía interna hasta que, a partir del siglo III a. C., con la batalla de Sentino (295 a. C.), se avivó el proceso de romanización del pueblo, incorporándose a la estructura político-cultural de Roma.

## Etnónimo

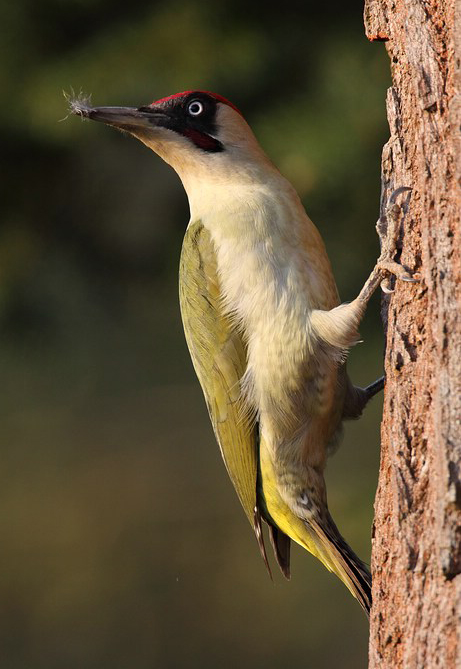
El picus era considerado como ave sagrada de Ares. Véase también Pico en la mitología romana.

Desde el siglo III a. C., seguido a contactos con los romanos, tanto en el mundo griego como en el latino, las etnias del piceno estaban asociadas con el apelativo picenti, utilizado en los Fasti triumphales según Polibio.
El significado del etnónimo es "aquellos del pico", estando etimológicamente conectado con la palabra latina "picus" (pico). Estrabón dice al respecto que «los picenos son originarios de la Sabinia, de donde llegaron bajo la guía de un pájaro carpintero, que mostró el camino a los jefes fundadores, y del cual toman su nombre. En efecto a este pájaro dan el nombre de picus, y lo consideran ave sagrada de Ares».
En el ámbito literario, el primero conocido en utilizar este etnónimo es Marco Porcio Catón en los Orígenes (siglo III a. C.)
Refiriéndose al territorio ocupado por los picenos, desde el siglo I a. C. el término "piceno" (picenus/picenum) adquiere mayor uso que el etnónimo "Picenti", como se demuestra en el De bello civili de Julio César, en el cual el dictador afirma haber perdido "todo el territorio piceno".
El uso de éste vocablo indica un mayor interés respecto al territorio antes que respecto a los Piceni mismos y es la base de la acepción moderna "Piceni".
En la literatura historiográfica contemporánea existe el uso de "Piceni" lugar de "Picenti", no obstante el mismo Giacomo Devoto reserva el primer término a la civilización preindoeuropea verificada arqueológicamente en el Piceno a través de la Estrella de Novilara y el segundo al pueblo itálico (también indoeuropeo) recordado por las fuentes clásicas.
En su glosa, Escílax (siglo V-siglo IV a. C.) llama a los picenos "Πευκετιεῖς", incluyéndolos entre los parlantes de idiomas samníticos y los considera homólogos de los peucetios, originarios de Yapigia. De los autores griegos del siglo I a. C. recibieron más etnónimos: de la forma "Picenti" se transformó a "picentini" (Diodoro Sículo), mientras que de la raíz "picen-" se desarrollaron los etnónimos "picenide" (Plutarco), "picentide" (Apiano) y "picianti" (Esteban de Bizancio).
Existe la hipótesis que entre el siglo V y el siglo IV a. C. los picenos se referirían a sí mismos como "pupun", un vocablo rastreado en algunos hallazgos con inscripciones en lengua sud-picena. Sin embargo, no es unánime el juicio sobre esta hipótesis, ya que la forma "pupun-" niega cualquier conexión con *pico/u de los cuales tiene origen "picus", en estrecha relación con el etnónimo latino "picentes".

## Historia

### Orígenes y territorio

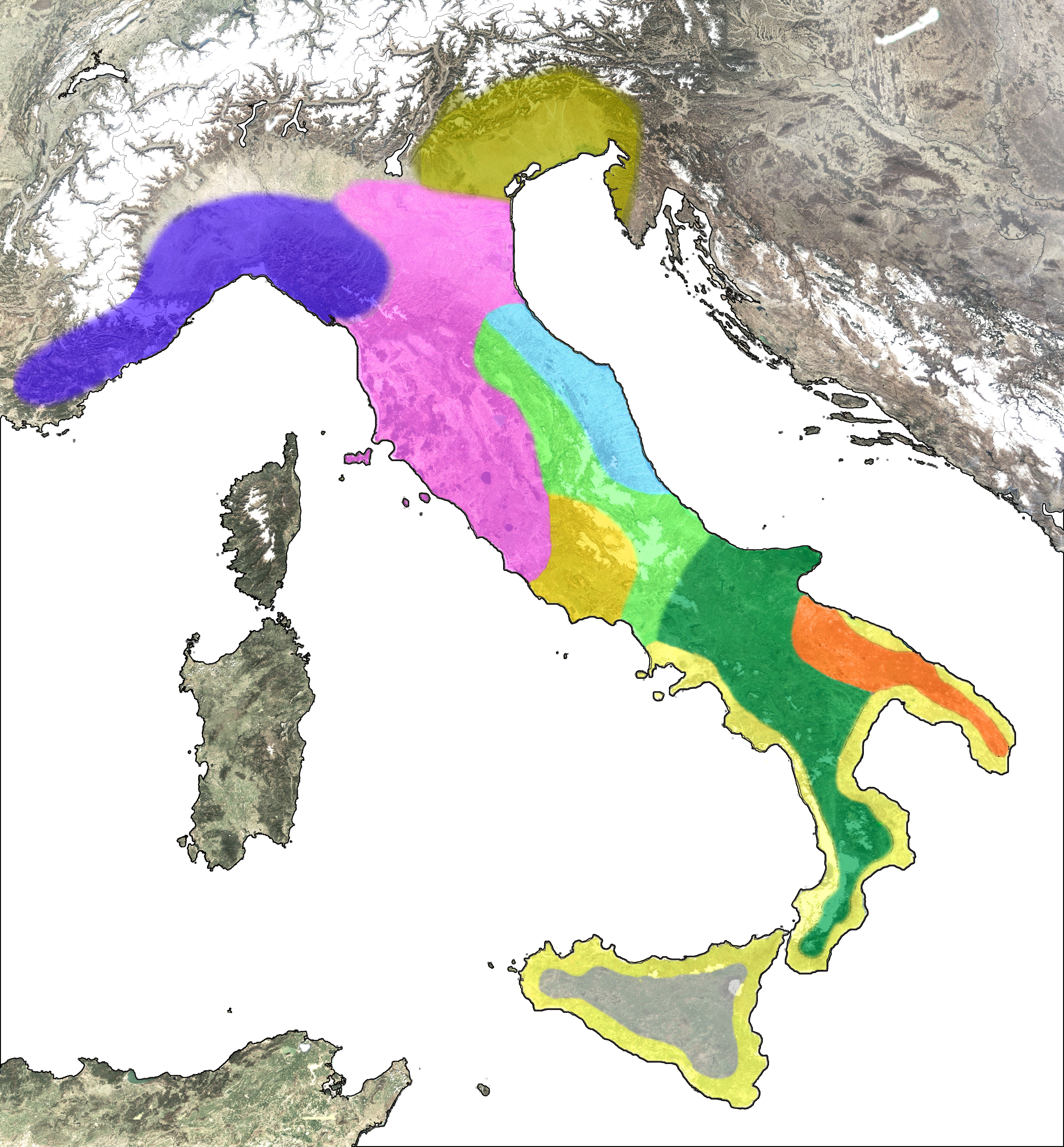
Los pueblo de la península italiana al principio de la edad de hierro
Ligures
Vénetos
Etruscos
Picenos
Umbros
Latinos
Oscos
Mesapios
Griegos
Sículos

#### Tradición romana
En referencia a los picenos, en la etnogénesis principal se da cuenta de una civilización prerromana exótica del medio Adriático pero originaria de la alta Sabinia y que en la Edad Antigua tenía como capital la actual ciudad de Ascoli Piceno.

«Picena regio, in qua est Asculum, dicta, quod Sabini cum Ausculum proficiscerentur, in vexillo eorum picus consederat.» (en latín)
«La región picena, en la cual se encuentra Ascoli, se llama así porque, cuando los sabinos se dirigían hacia Ascoli, un picus [pájaro carpintero] se posó sobre su enseña.»
Festo, De verborum significatu, 235 L.

Tal etnogénesis surge con fuerza de una tradición antigua de matriz romana, que plantea los orígenes de la civilización picena con un ver sacrum ("primavera sacra") realizado desde poblaciones sabinas, considerando así al nacimiento de los Picenos como fruto de un ritual de migración. Se supone que el primero en contar explícitamente un ver sacrum sabino, acompañado de un pico (pájaro carpintero), como punto de inicio de la historia picena, fue Verrio Flacco, quien después ha visto filtrada la propia narración, privada de referencias a la primavera sacra pero no al pico, por Sexto Pompeyo Festo en su De verborum significatu. La obra de este último es la base del Excerpta ex libris Pompeii Festi de significatione verborum, el compendio de Festo redactado por Pablo el Diácono  en el siglo VIII y que constituye el tratado más completo respecto a los orígenes sabinos de los picenos. Un indicio respecto a este mito está presente también en la obra principal del mismo autor, la Historia Langobardorum, que no se refiere al ver sacrum pero si tiene una narración alternativa sobre el vínculo con el pico:

«Huius habitatores cum a Sabinis illuc properarent, in eorum vexilio picus consedit, atque hac de causa Picenus nomen accepit.» (en latín)
«Cuando los habitantes de esta región vinieron aquí desde el territorio de los Sabinos, un pico se posó sobre sus insignias y de ahí nace el nombre piceno.»
Pablo el Diácono, Historia Langobardorum, II, 19

También Plinio el Viejo, que tiene también como fuentes los textos de Verrio Flacco, se refiere sintéticamente a un ver sacrum en relación con la historia de los picenos. Tradición pliniana que hace referencia a que «de una migración sabina procederían 360.000 picenos que se sometieron a la disciplina del puelo romano».
Distinta es la historia sobre el origen de los picenos narrada por el geógrafo griego Estrabón, quien, basándose sobre la tradición puramente romana, no menciona ni Ascoli ni el ver sacrum, sin embargo pone mayor hincapié sobre los orígenes sabinos y el rol fundamental que tuvo en la migración por parte del pico. Según este autor, el ave estaría consagrada a Ares, por lo tanto se considera que la migración sabina habría tenido un carácter puramente militar.

« Ὤρμηνται δ'εκ τῇς Σαβίνης οί Πικεντίνοι, δρρυοκουλάπτου τὴν ὀδὸν ηγησαμὲνου τοῖς ἀρχηγὲταις, ἁφ'οὗ και τοὔνομα πικον γαρ τὸν ὅρνιν τοῦτον ὀνομὰζουσι, και νομὶζουσιν Ἄρηως ἱερρόν. Οικοὒσι δ'απὸ τῶν ὀρῶν ἁρξάμενοι μὲχρι τῶν πεδίων και τῆς θαλὰττης...» (en griego)
«Los Picenos están aquí junto a la Sabinia, bajo la guía de un pico que les señaló el camino a sus fundadores. De ahí deriva su nombre: ellos llaman picus a esta ave, y la consideran consagrada a Ares. Se establecieron desde la montaña hasta la llanura y el mar...»
Estrabón, Geografía, 5. 4. 2.

Antes de la romanización de la región no existía un centro urbano predominante entre los Picenos, quienes no tenían una organización del tipo estatal y no tenían por lo tanto la necesidad de una capital. El equilibrio duró siglos en el territorio piceno hasta que sufrió modificaciones drásticas seguidas por tres eventos: la ocupación del territorio piceno al norte del río Esino por parte de los Galos Senones, la batalla de Sentino y la fundación de la colonia griega de Ancona que absorbió la villa picena precedente. Al final, con el transcurso de pocos decenios todo el territorio piceno fue ocupado por los Romanos. En la Edad Augustea la zona picena septentrional fue asignada a la VI región mientras que el resto del territorio constituyó la V región. En esta última región Ascoli adquiere un rol central y se le puede considerar la capital. Constituyó tal rol Ascoli en el ámbito de la civilización picena, que en el alba de su historia su zona fue la primera meta de la migración sabina y en el momento del ocaso tomó un rol importante durante la romanización.

#### Hipótesis de la historiografía moderna
Los osco-umbros penetraron en Italia en la segunda mitad del segundo milenio a. C., probablemente alrededor del siglo XII a. C. No se sabe exactamente cuándo estos pueblos de lengua osco-umbra se establecieron en el área del Piceno; el grupo que habría emergido históricamente como picenos alcanzaron la región de la cuenca del Norcia, siguiendo el valle del Tronto. En seguida se difundieron en todo el Piceno, estableciendo Ascoli como su capital y erigiendo en Cupra un importante santuario.
Sobre la base del nexo, establecido ya por Estrabón, entre el pico y la migración sabino-picena, existe una hipótesis del etruscólogo Gianluca Tagliamonte referente a que la zona de origen de los emigrados fue cerca del templo de Tiora Matiena (un antiguo oráculo de Ares donde un pico predecía el futuro), no muy distante de Amiternum, al cual se refiere Dionisio de Halicarnaso
Consecuentemente a tal hipótesis, el mismo Tagliamonte ha popuesto el eventual itinerario de la migración, que se habría seguido la dirección Montereale-Amatrice-Ascoli Piceno, una antigua vía de comunicación entre los territorios vecinos al actual L'Aquila y las regiones centro-adriáticas. Otros estudiosos, sin embargo, suponen que el ver sacrum estableció las bases de la civilización Ppicena, no desde los sabinos, sino desde los umbros.
En el pasado, entre los siglos XIX y los primeros decenios del siglo XX, se propuso, sobre la base del conocimiento entonces disponible, varias hipótesis sobre la etnogénesis picena que postulaban aportes extra-itálicos. Para Innocenzo Dall'Osso las poblaciones picenas habrían nacido como consecuencia del flujo continuo de inmigrantes "aqueos", los cuales se habrían integrado perfectamente con las poblaciones aborígenes. Análogamente, Friedrich von Duhn tuvo la idea de que los picenos fueran el fruto de la mezcla entre los habitantes originarios del lugar y de algunos pueblos de los Balcanes.
Después de las primeras excavaciones (1892 y 1893) llevadas a cabo de una manera científica en torno a Novilara, se propuso la posibilidad del origen ligur. Ya en los años 30, sin embargo, Randall Mac Iver y Vladimir Dumitrescu reconsideraron los orígenes de los picenos como pueblos autóctonos; también el mismo Dumitrescu no excluye del todo una eventual influencia de los ilirios balcánicos, o de los sabinos itálicos, en la formación étnica picena. Enfatizaron el aporte ilírico, hasta considerarlo central en la etnogénesis de los Picenos, estudiosos como Franz Messerschmidt y, más recientemente, Mate Suič, Sime Batovic y Delia Lollini

#### Territorio

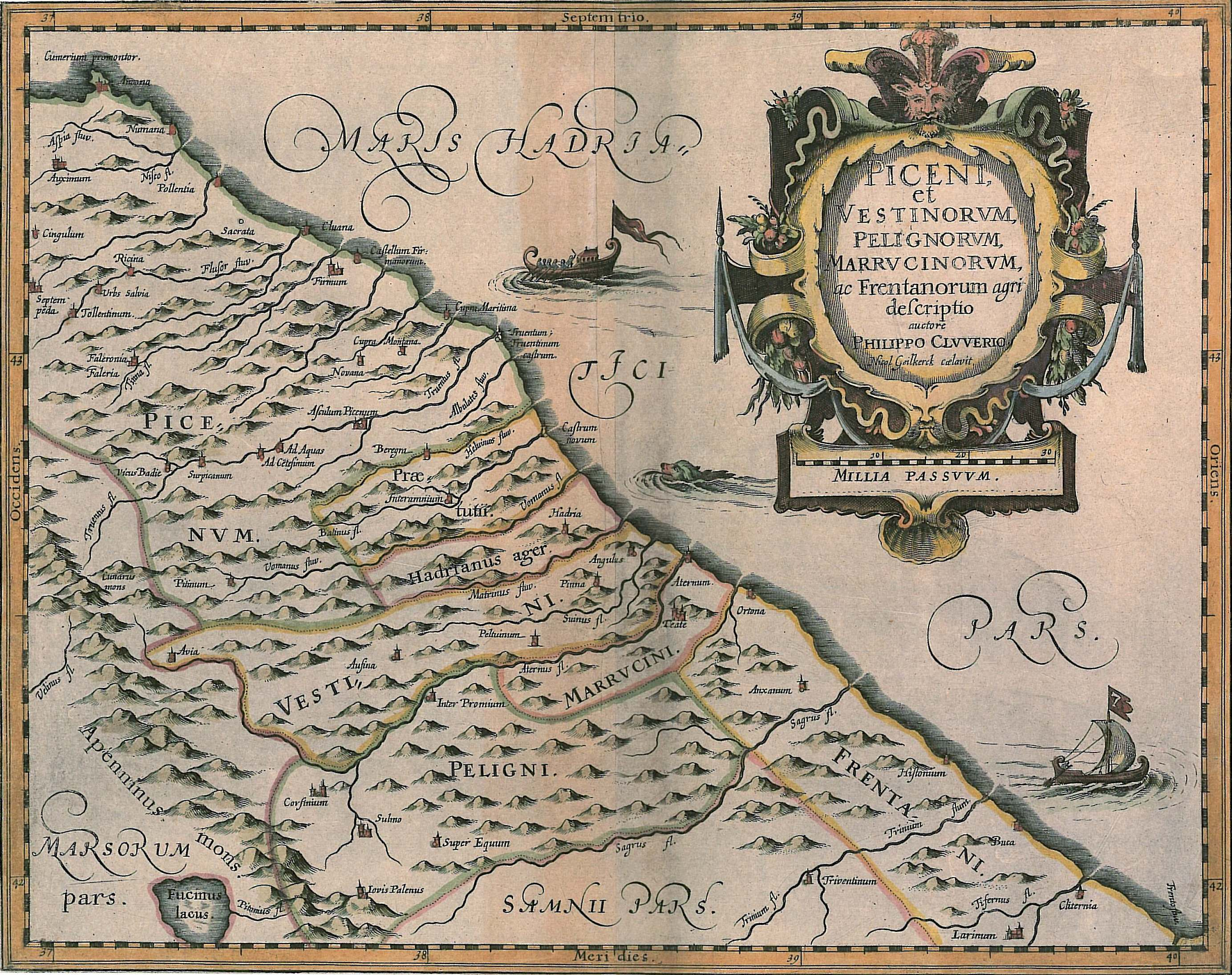
Felipe Cluverio, Piceni et Vestinorum, Pelignorum, Marrucinorum; ac Frentanorum agri descriptio, en Italia antiqua, Leída, Elsevier, 1624, mm 282x363.

En el primer milenio a. C. los Picenos se ubicaban en el territorio comprendido entre los ríos Foglia y Aterno, delimitado al oeste por los Apeninos y al este por la costa adriatica. No todos los estudiosos, sin embargo, concuerdan en identificar al confin septentrional del territorio de los picenos con el Foglia; Dall'Osso (1915) y, más recientemente, Massimo Pallottino (1988) reconocen como límite septentrional al río Esino, pero esta posición es considerada por una minoría. En cada caso, el conocimiento de la franja costera entre el Piceno histórico y el área habitada en la época de los vénetos sigue siendo muy incompleta, desde el punto de vista de la composición étnica y la lingüística prerromana.

### Ciudades
Entre los centros principales cabe destacar:
- Ancona fue fundada por siracusanos huidos de la tiranía de Dionisio I de Siracusa, cerca del año 390 a. C., quienes la denominaron así,[29] por la configuración en ángulo de la costa. La colonia se estableció en un promontorio en la vertiente norte de la bahía,[30][31] al este del asentamiento original de los picenos del siglo IX a. C. Las inhumaciones picenas, que se remontan a dicho siglo, y que se hallaron en la colina del Cardeto, testimonian, por la riqueza en bronces y cerámica áticas de sus necrópolis, su importancia como centro comercial.[31]
- Ascoli (la Áusculo citada por Plinio) que, como testimonia Floro,[32] era la capital del pueblo piceno.[3] Ligado a los picenos era también, según afirma Plinio el Viejo,[15] el territorio de los pretucios (Ager Praetutianus), un pueblo itálico de modestas dimensiones que tenía como capital Interamnia Praetutiana, la actual Teramo.[3] Según este mismo autor los ríos Álbula (el Tíber), Tesino y Helvino (el Vibrata) delimitaban la región pretuciana del Piceno.[33] Según Estrabón contaba con unas magníficas defensas naturales, «pues tanto la muralla que se levanta sore la colina en la que se asienta, como las montañas que la rodean, no son accesibles para un ejército».[34]
- Auxumo, (actual Osimo) ciudad vecina de Ancona, próxima al mar.[34]
- Septémpeda (actual San Severino Marche), Polencia, Potencia y Firmo Piceno (actual Fermo), con Casterlo, puerto de esta última, Truenino (con su río homónimo) y Castro Nuevo, la cual regaba el río Matrino y cuyo puerto se llamaba Adria.[34]

### SiglosVI-IVa.C.
En las fuentes griegas los picenos aparecen a veces confundidos con otros pueblos de la Italia prerromana; una confusión acentuada por la presencia de un grupo de origen piceno en Campania en el 268 a. C., denominados "picentinos". Como atestigua Escílax de Carianda, es verosímil que el pueblo de los picenos fuese confundido con los peucetios. Otra confusión posible de los picenos, que se deduce a partir de las fuentes antiguas, era con los galos senones (fundadores de Senigalia, sobre el confín norte de la zona ocupada por los picenos): o que fuesen efectivamente de las analogías culturales entre los Galos y los Picenos, o que estos últimos, por lo menos en la zona septentrional, tendrían al menos parcialmente asimiladas características celtas.
En el siglo IV a. C. está atestiguado el control de parte de los picenos de una zona costera adriática aproximadamente comprendida entre el torrente Castellano, Numana y el Conero. En el mismo período, los galos senones llegaron desde el norte y ocuparon todo el territorio piceno al norte del río Esino, que los romanos llamaron Ager Gallicus o también "Ager Gallicus Picenus", fundando la actual ciudad de Senigallia; además algunos griegos, provenientes de Siracusa huyendo de la tiranía de Dionisio I, fundaron la colonia de Ancona.

### SigloIIIa.C.
En el 299 a. C. se registró la primera intervención militar de los romanos en el territorio de los picenos. Los dos pueblos habían establecido una alianza para contrarrestar a los galos, quienes habían alcanzado los dominios de los romanos al norte del Tíber. Además de contrarrestar las incursiones gálicas, para los picenos la alianza con los romanos tenía la función de reforzar su propia posición diplomática-militar respecto a aquellas de los pretucios, aliados con los samnitas.
Algunos años más tarde los samnitas buscaron involucrar a los picenos en el inminente conflicto contra Roma, la cual estaba manifestando la voluntad de expandirse sobre el lado adriático de Italia. Sin embargo, las poblaciones picenas permanecieron fieles al trataco de alianza establecido con los romanos y, de hecho, advirtieron a sus aliados sobre la guerra que los samnitas y sus aliados (galos, etruscos, umbros) estaban por iniciar. El conflicto dio lugar a una serie de enfrentamientos entre los romanos y las poblaciones aliadas con los samnitas, entre los cuales, fue decisiva la batalla de Sentino (295 a. C.) que a continuación se acentuó la expansión romana en el Adriático; en el 290 a. C. aproximadamente, Roma expande sus propios dominios hasta absorber el territorio de los pretucios, al sur del Piceno. En el mismo período, se agudizaron también las tensiones entre los romanos y los galos senones: estos últimos fueron derrotados gracias también al apoyo de los picenos, que se aliaron contra las poblaciones celtas y consintieron el pasaje del ejército romano a través del Piceno. A continuación de la derrota de los senones, Roma adquirió también los territorios galos, que se encontraban al norte del territorio de los picenos.
Las conquistas romanas mutaron sensiblemente el contexto geopolítico en Italia central: los dominios de Roma si encontraba al norte, al oeste y sur del Piceno, rodeado por el Estado romano. La falta de autonomía derivó a que los picenos rompieran la alianza con Roma y rebelarse contra la dominación romana indirecta.

«Omnis mox Italia pacem habuit; quid enim post Tarentum auderent? Nisi quod ultro persequi socios plaucit. Domiti hinc Picentes et caput gentis Asculum.» ( en latín )
«Casi toda Italia estaba en paz. De hecho, ¿quién osaría a actuar después de Taranto? Sino que se determina castigar a quien había ayudado a los enemigos. Por lo tanto los Picenos fueron sometidos y la ciudad principal de este pueblo, Ascoli.»
Lucio Aneo Floro, Epitomae rerum Romanorum, I, XIX

La revuelta, guiada por la ciudad de Áscoli, no tuvo éxito y fue reprimida por los romanos en dos campañas distintas, en el 269 y en el 268 a. C. Consecuentemente, una parte de la población picena fue deportada a la Campania, en cercanías a Salerno; el resto de los picenos fue parcialmente romanizado, las ciudades fueron consideradas primero como civitas sine suffragio (268 a. C.), y después como civitas optimo iure (241 a. C.). Áscoli Piceno, a diferencia de otras ciudades, recibe un tratamiento diferente y fue considerada civitas foederata, o sea aliada de Roma. Sin embargo, a fin de mantener bajo control a Áscoli, en el 264 a. C. fue fundada Fermo, una colonia de derecho latino.
Durante la segunda guerra púnica, contingentes de picenos combatieron junto a los ejércitos de los romanos. Después de haber tomado parte de la batalla del Lago Trasimeno (217 a. C.), la población picena sufrió el saqueo de sus tierras en manos del ejército cartaginés, que intentaba así de suscitar la deserción de los aliados itálicos de Roma; sin embargo los picenos permanecieron fieles a la alianza con los romanos, participando de la batalla de Cannas.

### Siglos II-I a.C.

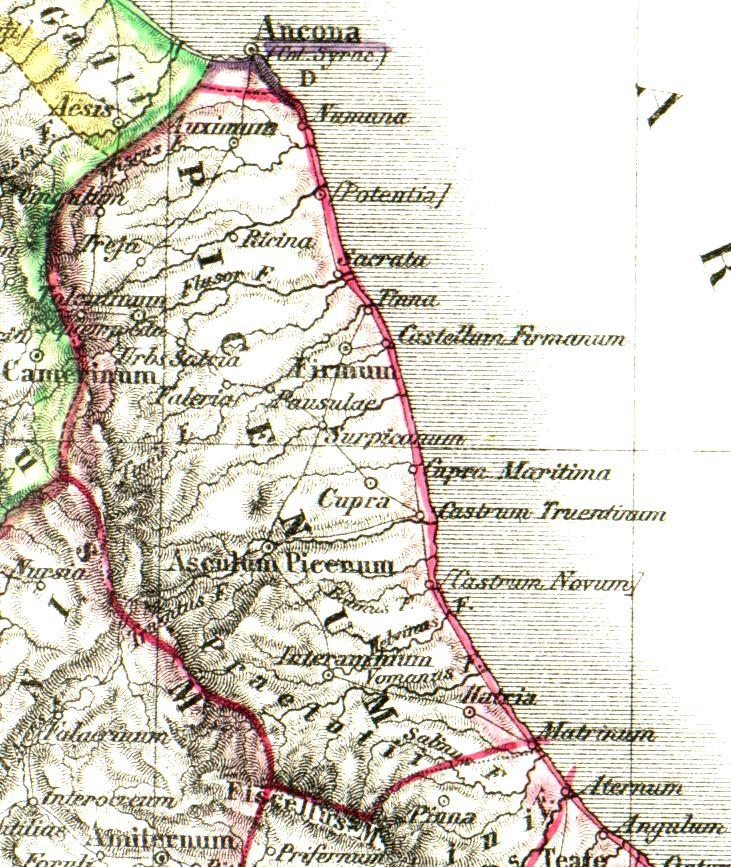
Regio V Picenum

A continuación de la expansión de la República romana ocurrida en el siglo II a. C., la política interna de Roma fue agitada por revueltas de los pueblos itálicos, en el 91 a. C., que se conocen como la guerra Social; los itálicos querían que se les extendiese la ciudadanía romana, ya que al haber contribuido a la expansión de Roma, continuaban siendo discriminados legislativamente respecto a los romanos.
El conflicto se desencadenó luego de una insurrección de la ciudad de Áscoli: después del asesintato del procónsul romano Quinto Servilio, los ascolanos masacraron la totalidad de la población romana de la ciudad. Sucesivamente, los picenos y los otros pueblos itálicos (a excepción de los etruscos y los umbros) se confederaron y erigieron una capital, Corfinium. Los picenos fueron entonces los principales rectores de la vasta coalición, junto con los pelignos y los marsos. El ejército itálico, repartido en dos ramas, una sabélica guiada por el marso Quinto Popedio Silón, la otra samnítica guidada por Cayo Papio Mutilo, contaba con contingentes de numerosos pueblos; el piceno era guiado por Cayo Vidacilio y Publio Ventidio Basso.
Las fases iniciales del conflicto ocurrieron en territorio piceno, entre Áscoli Piceno y Fermo; los comandantes picenos derrotaron a Cneo Pompeyo Estrabón cerca de Falerone (90 a. C.), obligándolo a retirarse y refugiarse en la ciudad de Fermo, que fue sometida bajo asedio. Mientras sucedía el asedio, en el verano del mismo año el comandante Vidacilio cuenta para sostener batalla con los pelignos y Ventidio Basso fue enviado en una misión diplomática a la Etruria y Umbría, a convencerlos para que apoyen la causa itálica; paralelamente, Pompeyo Estrabón recibió el apoyo de un contingente romano, enviado para romper el asedio de los picenos. Estos últimos, opuestos a los romanos tanto al frente de los asediados como externamente, fueron derrotados, sufriendo también la pérdida del generale que permanecía conduciendo el asedio, el marso Tito Lafrenio.
Con las tropas que quedaron después de la batalla de Fermo, Pompeyo Estrabón se trasladó hasta Áscoli, poniéndola bajo asedio. Al poco tiempo, el comandante Vidacilio se dirige hacia el norte con la intención de liberar a los asediados; sin embargo, mientras estaba rompiendo las filas enemigas y al entrar a la ciudad, no encontró conciudadanos dispuestos a contrarrestar el asedio; desilusionado e indigando, Vidacilio se suicida.
Al año siguiente, en el 89 a. C., un ejército de marsos buscó socavar el asedio romano a la capital de los picenos, fallando; la ciudad cae definitivamente el 17 de noviembre de ese año, fue arrasada y sus ciudadanos fueron privados de cualquier propiedad. La caída de Áscoli selló la derrota definitiva de los itálicos en la guerra Social. Tras la guerra, los picenos, al igual que todos los demás itálicos, lograron obtener la plena ciudadanía romana a través de la Lex Plautia Papiria, volviéndose definitivamente parte integrante de la Italia romana y fueron suscritos a la tribu Fabia, completándose así el proceso de romanización de la población picena, iniciado en el siglo III a. C. En el 27 a. C. Augusto deduce una colonia ascolana.

## Sociedad
Antes de la llegada de los Galos al territorio norte del Piceno, la estructura social de los Picenos mantiene una forma muy difundida en la época protohistórica: la organización territorial estaba estructurada según el modelo protourbano (clases sociales, artesanía metalúrgica y escritura), a causa de la influencia de la civilización micénica y de los numerosos intercambios comerciales con las poblaciones vecinas. Socialmente, tenían consejos aristocráticos que ejercían la administración del poder y elegían su propio líder; sin embargo, no se excluye también que tuvieran, localmente, monarquías. Dumitrescu tiene la hipótesis que el pueblo piceno era politícamente una confederación de tribus, cada una guiada por un jefe; en caso de peligro, asumía como único líder guerrero, según un esquema títpicamente indoeuropeo
Entre los Piceni las familias aristocráticas, caracterizadas por atributos puramente guerreros, eran distintas respecto al resto de la comunidad ya sea por la posesión de objetos que delineaban el estatus social, ya sea por la diferente colocación de sus sepulturas; tal fenómeno se afirma en el siglo VII a. C., cuando la "orientalización" cultural, verificándose ya en el siglo VIII a. C. en el área etrusca, alcanzando al territorio Piceno, determinando así la formación de una elite aristocrática, las cuales imitaban las costumbres de los pueblos orientales y controlaban las vías del comercio transapenínico.
En el curso del siglo VI a. C., gracias a los beneficios económicos debido a los continuos intercambios comerciales con las poblaciones del Adriático y del centro de Italia, la base social de los Picenos se extendió, incluyendo nuevas categorías, que comprendían a comerciantes y artesanos. Tal fenómeno conduce, a partir del siglo V a. C., al formarse de una estructura sociopolítica del tipo oligárquico-republicano. Giovanna Bergonzi tiene la hipótesis que, contemporáneamente, la aristocracia picena había iniciado a dictar la clasificación por herencia.
Con la expansión progresiva de la influencia romana, los Picenos comenzaron a experimentar el proceso de la romanización cultural pero, sobre todo en el interior montañoso, la dependencia económica de la ciudad de Roma acentuó la intolerancia de las clases dominantes por la exclusión de los derechos concedidos con la ciudadanía romana. El descontento, común a los otros pueblos itálicos de la región, desembocó en los inicios del siglo I a. C. en un conflicto abierto. La extensión a todos los Itálicos de la ciudadanía, después de la guerra social, aceleró el proceso de romanización del pueblo, que fue rápidamente incluido en la estructura político-cultural de Roma.

## Economía

### Agricultura
La posición de los asentamientos picenos en valles fértiles, el descubrimiento de huesos de bovinos y de pequeñas palas hechas con cuernos de ciervo sugieren que entre los Picenos la agricultura fue decisivamente desarrollada.
La viticultura en el Piceno era ampliamente practicada, como atestiguan Polibio y Catón; la uva picena era, en efecto, apreciada en la Galia, y se cultivaba en dos variedades (palmensis e irziola). Además de la uva, también la producción frutícola en general era célebre, ya sea por la producción de manzanas, como de peras. Entre los cultivos tradicionales Plinio menciona también la oliva picena, considerada entre las más demandadas de Italia. Sin duda se produjeron en los alrededores de Ascoli, como sugieren las conformaciones del territorio y las tradiciones locales. Además de los usos tradicionales, según Marcial las olivas picenas se utilizaban también para alimentar a los tordos.

El cultivo del grano era también floreciente, tanto que Varrón da referencias de una técnica particular de cosecha que era practicada en el Piceno. La harina picena era utilizada también para la producción de un pan dulce, el pan picentino.
Además de estas actividades, los picenos practicaban la caza y la pesca.

### Artesanías y metalurgia
Las principales producciones artesanales de los picenos se concentraban en la elaboración de los metales. Entre el siglo VIII y la mitad del VII a. C. los objetos realizados consistían sobre todo en ornamentos y manufacturas valiosas, todas en bronce; solo en el curso del siglo VII a. C., a la exclusiva producción del bronce se le agregó el hierro.
Además de la elaboración de los metales, los artesanos del Piceno realizaban una cerámica notable y productos textiles, como atestiguan el descubrimiento de husos y bobinas.

Centros artesanales posteriormente se desarrollaron ente los siglos VII y VI a. C., influenciados por los artesanos etruscos u orientales; entre sus talleres se tallaban el ámbar, el marfil, la piedra.

### Comercio

Las principales vías del comercio dirigidas al Piceno:
Ilirios
Vénetos
Griegos
Lucanos
Daunos
Umbros y Etruscos

Un rol dominante en la economía de los picenos lo tenía el comercio, tanto que alrededor de la mitad del siglo VI a. C. su territorio se transforma en el punto de conexión entre los mercados de las áreas alpina, danubiana y tirrénica. Los intercambios principales se produjeron tanto con las poblaciones de la costa del Tirreno como con los pueblos orientales del mar Mediterráneo y los habitantes de la costa opuesta del Adriático. Con estos últimos hubo un flujo comercial importante y consolidado, en particular con los ilirios, quienes estaban en el área de referencia de las producciones picenas dirigidas a través de los Balcanes, ampliadas después a Frigia.
A fines del siglo IV a. C. los picenos desarrollaron itinerarios comerciales con los umbros y los etruscos a través de los valles de los Apeninos, intensificando cerca el siglo VII a. C. los intercambios con estos últimos. Además de importar manufacturas etruscas y exportar las propias a la Etruria, desde el siglo V-IV a. C. los picenos comerciaron también con los griegos, iquienes seguían la ruta comercial que se remontaba hasta la costa adriática occidental, para después proseguir sobre la costa opuesta en dirección sureste. En particular, era apreciada por los picenos la cerámica de elaboración ática, además de la producción manufacturera de eginera y jónica, que fueron acompañadas entre los siglos VII y IV a. C. por la importación de vasijas de bronce desde el Peloponeso.
Otras rutas comerciales fueron aquellas que se desarrollaron hacia el sur con los daunos y los lucanos, al norte con los vénetos. Con estos últimos, los picenos no commerciaron exclusivamente porcelana fina, sino que también armas y ornamentos femeninos.
De no poca importancia fue el comercio del ámbar. Se ha determinado que desde el siglo VIII a. C. en adelante tenían producciones de ornamentos con engarces de ámbar, que da testimonios de notables importaciones desde la misma área danubiana; que después de ser elaborada, presumiblemente en el Piceno, se comercializaba y distribuía a través de los principales canales de intercambio.

## Idioma
Los picenos hablaban un idioma sabélico, variedad particularmente arcaica del idioma umbro escasamente atestiguado. La evaluación de la antigüedad de veintitrés ejemplares picenos ha individualizado un período comprendido entre el siglo VI y el inicio del siglo III a. C. Su alfabeto, descifrado recientemente, comprendía del uso particular de siete vocales (a, e, í, i, o, ú, u).
En territorio piceno se ha encontrado también la Estrella de Novilara y las otras atestiguaciones del idioma piceno septentrional (o "idioma de la estrella de Novilara"), un idioma aislado no indoeuropeo y que aún no ha sido descifrado. Tal idioma no es reconocible al pueblo itálico de los picenos y su definición como "piceno" tiene una caracterización meramente geográfica.

### Autores clásicos
- Apiano, Las guerras civiles
- Calímaco, Las causas
- Clemente de Alejandría, Stromateis
- Diodoro Sículo, Biblioteca histórica
- Dionisio de Halicarnaso, Ρωμαική Αρχαιολογία
- Décimo Junio Juvenal, Sátira
- Julio César, De bello civili
- Catón el Viejo, Origines
- Marco Terencio Varrón, De re rustica
- Marco Tulio Cicerón, Filípicas
- Marco Valerio Marcial, Epigramas
- Plinio el Viejo, Naturalis Historia
- Plutarco, Vida de Pompeyo
- Polibio, Ἰστορίαι
- Lucio Aneo Floro, Epitomae liber primus
- Horacio, Sátira
- Escílax de Carianda, Periplo
- Silio Itálico, Punica
- Esteban de Bizancio, Ἐθνικά
- Estrabón, Γεωγραφικά
- Tito Livio, Ab Urbe condita libri

### Autores contemporáneos
- Catalani, Michelle (1777). Della origine dei Piceni: dissertazione (en italiano). Fermo.
- Antonelli, Luca (2003).  L'Erma di Bretschneider, ed. I Piceni: corpus delle fonti (en italiano). Roma. ISBN 88-8265-242-4.
- Devoto, Giacomo (1951).  Vallecchi, ed. Gli antichi Italici (en italiano) (2 edición). Firenze.
- Lollini, Delia G. (1976). «La civiltà picena».  En Biblioteca di Storia Patria, ed. Popoli e civilta dell'Italia antica (en italiano). Roma. pp. Vol. V.
- Naso, Alessandro (2000).  Longanesi, ed. I Piceni. Storia e archeologia delle Marche in epoca preromana (en italiano). Milano. ISBN 88-304-1599-5.
- Villar, Francisco (1991).  Gredos, ed. Los Indoeuropeos y los origines de Europa: lenguaje e historia. Madrid. ISBN 84-249-1471-6.

### Actas y catálogos
- AA. VV. (2000).  CARSA, ed. La civiltà dei Piceni nei musei archeologici di Marche e Abruzzo (en italiano). Pescara. (Guida della mostra "Piceni popolo d'Europa")
- AA. VV. (1992).  G. Maroni, ed. La civiltà picena nelle Marche (en italiano). Ripatransone. (Atti del convegno sulla civiltà picena nelle Marche svoltosi ad Ancona, 10-13 luglio 1988)
- Augusto Ancillotti, Romolo Cerri (1996). Le tavole di Gubbio e la civiltà degli Umbri (en italiano).
- AA. VV. (1999).  De Luca, ed. Piceni popolo d'Europa (en italiano). Roma. ISBN 88-8016-332-9. (Catalogo della mostra itinerante) (en italiano)